# ألكسندر نوفيكوف
ألكسندر نوفيكوف (بالروسية: Александр Анатольевич Новиков)‏ هو مجدف بيلاروسي، ولد في 30 أكتوبر 1985 في مينسك في بيلاروس.

## وصلات خارجية
- ألكسندر نوفيكوف على موقع الاتحاد الدولي للتجديف (الإنجليزية)
- ألكسندر نوفيكوف على موقع اللجنة الأولمبية الدولية (الإنجليزية)
- ألكسندر نوفيكوف على موقع أوليمبيديا (الإنجليزية)